# Лукша, Валентин Антонович
Валентин Антонович Лукша (бел. Валянцін Лукша); 16 ноября 1937 года, Полоцк, Белоруссия — 15 сентября 2012 года, Минск) — белорусский поэт, драматург, публицист, переводчик. Автор книг поэзии для взрослых, сборников стихов и сказок для детей, пьес, текстов популярных песен, публицистики. Лауреат Государственной премии Республики Беларусь (1996), литературных премий имени П. Бровки, имени В. Витки. Член правления ОО «Союз белорусских писателей» и председатель творческой секции детской литературы Союза белорусских писателей.

## Биография
Валентин Лукша родился 16 ноября 1937 года в Полоцке, БССР. Окончил Полоцкий лесной техникум (1956) и отделение печати Высшей партийной школы при ЦК КПСС (1976). Работал помощником таксатора Пензенской аэрофотолесоустроительной экспедиции. В 1958 году — инструктор Полоцкого горкома комсомола, комсорг треста № 16 «Нефтестрой». С 1961 года — литсотрудник полоцкой газеты «Сцяг камунізма», заведующий отделом межрайонной газеты «Ленінская іскра» (Полоцк), корреспондент Белорусского радио, заведующий отделом литературы и искусства республиканской газеты «Чырвоная змена», ответственный секретарь ежемесячника «На экранах Беларусі», зс 1973 года — старший редактор, с 1975 года — главный редактор Главной редакции литературно-драматического вещания Белорусского радио, в 1980—1998 годы — директор издательства «Юнацтва».